# Алатлы, Алев
Алев Алатлы (16 сентября 1944, Менемен, Измир — 2 февраля 2024, Стамбул) — турецкая экономистка, философ

, колумнист, психолингвист и писательница.

## Биография
Родилась в 1944 году в городе Менемен в семье офицера. Детство провела в Японии, поскольку её отец в тот период занимал должность военного атташе при посольстве Турции. Окончила американскую школу в Японии, после этого семья Алев вернулась в Турцию. Там будущая писательница в 1963 году окончила Ближневосточный технический университет со степенью бакалавра наук.
После окончания университета Алев вышла замуж за турка-киприота Альпера Орхона, с которым познакомилась в университете. Вскоре после этого Алев и её муж получили стипендию Фулбрайта и фонда Форда соответственно на продолжение учёбы в США. Благодаря этому Алев получила степень магистра искусств в университете Вандербильта.
Затем Алев изучала философию. Она училась в Дартмутском колледже (штат Нью-Гэмпшир, США). Её докторская была посвящена изучению истории философии и истории религии.
В 1974 году вернулась в Турцию. Преподавала в Стамбульском университете, также работала экономисткой в организации государственного планирования.
Принимала участие в психолингвистическом проекте Калифорнийского университета в Беркли по изучению того, как турецкие дети учат языки. Совместно с газетой «Cumhuriyet» участвовала в создании журнала «Bizim İngilizce» (наш английский язык).

## Карьера писательницы
С 1982 года полностью посвятила себя написанию книг. Первой книгой Алев стало философское исследование «Aydın Despotizmi…» (Деспотизм интеллектуалов).
Её следующая книга вышла в 1985 году. Это был художественный роман «Yaseminler Tüter mi Hala?». События этого произведения были основаны на жизни реально существовавшей греческой киприотки. Она была крещена в кипрском православном монастыре Апостола Андрея. Дважды была замужем, первым мужем был турок-мусульманин, вторым — православный грек. Она погибла в 32 года, оставив пятеро детей.
Следующие две книги Алев — переводы работ американского литературоведа Эдварда Саида, «Освещение ислама» и «Палестинский вопрос». За перевод этих книг Ясир Арафат наградил её медалью.
В 1987 году Алев выпустила ещё один роман, который получил название «İşkenceci». Он является прелюдией для четырёх других романов, «Viva la Muerte! — Yaşasın Ölüm!» (1992), «Nuke Türkiye!» (1993), «Valla, Kurda Yedirdin Beni!» (1993) и «O.K. Musti! Türkiye Tamamdır» (1994).
В 1995 году вышел ещё один роман Алев «Kadere Karşı Koy A.Ş.».
В 1999 году Алев выпустила первый сборник поэзии «Eylül 98» (сентябрь 1998).
Также она выпустила два футуристических романа «Kabus» (Кошмар, 1999) и «Rüya» (Мечта, 2000), позднее издававшихся вместе под названием «Кот Шрёдингера».
С 2002 года ведёт колонку в газете «Zaman». В 2003 году компиляция газетных статей Алев была издана в виде отдельной книги «Şimdi Değilse, Ne zaman?» (Если не сейчас, то когда?). В феврале 2008 года главный редактор газеты не допустил к печати её статью о женщинах, носящих тюрбан, аргументировав это тем, что «наши читатели не готовы к такому».
В 2010-х годах написала Роман-тетралогию «По следам Гоголя», который воспринимался турками как способ понять Россию. 19 октября 2018 года вторая книга тетралогии с названием По следам Гоголя. На страже мира была подарена Президентом Турции Эрдоганам Владимиру Путину.